# 11309 Malus
11309 Malus è un asteroide della fascia principale. Scoperto nel 1993, presenta un'orbita caratterizzata da un semiasse maggiore pari a 2,9639606 UA e da un'eccentricità di 0,1095150, inclinata di 6,96557° rispetto all'eclittica.